# لخبة بنثامية
اللخبة البنثامية (الاسم العلمي:Livistona benthamii) هي نوع من النباتات تتبع جنس اللخب من الفصيلة الفوفلية.